# Uleothyrium
Uleothyrium — рід грибів родини Asterinaceae. Назва вперше опублікована 1929 року.

## Види
База даних Species Fungorum станом на 25.10.2019 налічує 2 види роду Uleothyrium:
- Uleothyrium amazonicum Petr., 1929
- Uleothyrium leptocarpum Syd., 1932